# Велико језеро (Тверска област)
Велико језеро (рус. Великое озеро) реликтно ледничко је језеро на југоистоку Тверске области, односно на северозападу европског дела Руске Федерације. Језеро се налази на око 50 километара североисточно од града Твера, на граници између Рамешког и Калињинског рејона. Из језера отиче река Соз, лева притока реке Волге. Представља реликт некадашњег знатно пространијег подледничког језера.
Највеће је језеро у групацији Петровских језера, смештено у самом средишту Оршинског моха, највећег мочварног подручја у Тверској области.
Површина језерске акваторије је 32 км², максимална дужина до 11,7 км, а ширина до 5,4 километра. Укупна дужина обалне линије је 30,1 километар. Просечна дубина је 2,7 метара, максимална до 3,5 метара. При просечном водостају површина језера лежи на надморској висини од око 139 метара. Овалног је облика, благо издужено у смеру север-југ. Са свих страна је окружено мочварним подручјем, те су му обале доста ниске. Нешто издигнутије сувље ло налази се на око 2 километра западно од језера. Приобална подручја су јако зарасла у трску и џбуновиту вегетацију.
Приступ језеру у летњем периоду могућ је једино воденим путем. Језеро је богато рибом, док су подручја око језера позната по бројним врстама бобичастог воћа, посебно брусница.